# Alex Leatherwood
Alex Leatherwood (geboren am 5. Januar 1999 in Pensacola, Florida) ist ein US-amerikanischer American-Football-Spieler auf der Position des Offensive Tackles. Er spielt zurzeit für die Los Angeles Chargers in der National Football League. Zuvor spielte er College Football für Alabama und wurde von den Las Vegas Raiders in der ersten Runde im NFL Draft 2021 ausgewählt.

## Frühe Jahre
Leatherwood besuchte die Booker T. Washington High School in Pensacola, Florida und nahm am 2016er All-American Bowl teil. Er wurde als Fünf-Sterne-Rekrut und Consensus Top-10-Spieler seines Jahrgangs ausgezeichnet, während seines Junior-Jahres an der High School entschied er sich, College Football für die Footballmannschaft der University of Alabama zu spielen.

## College
Leatherwood schrieb sich ein Semester früher als üblich ein und spielte als Freshman in sieben Spielen. Im College Football Playoff National Championship Game der Saison 2017 ersetzte er Jonah Williams auf Left Tackle, welcher sich im dritten Quarter verletzte. In der folgenden Offseason wurde er zunächst auf Right Tackle umtrainiert, ehe ein erneuter Wechsel auf Right Guard folgte. Auf Right Guard konnte er sich einen Stammplatz für die Saison 2018 sichern und spielte in allen 15 Spielen. Nach der Saison erfolgte ein erneuter Positionswechsel auf Left Tackle. Er konnte in der Saison 2019 in allen Spielen starten und wurde nach der Saison in das First-Team All-SEC gewählt. Nachdem er überlegte, sich für den NFL Draft 2020 anzumelden, verkündete er, dass er für seine letzte Saison an das College zurückkehren würde. In der Saison 2020 startete er wieder in allen Spielen und wurde abermals in das First-Team All-SEC gewählt.

## NFL
Leatherwood wurde in der ersten Runde mit dem 17. Pick im NFL Draft 2021 von den Las Vegas Raiders ausgewählt. Am 24. Mai 2021 unterschrieb er einen Vierjahresvertrag.
Nachdem er in den ersten vier Spielen der Saison 2021 auf Right Tackle schwache Leistungen gezeigt hatte, wurde er ab Woche 5 auf Right Guard eingesetzt. Auch dort zeigte er zunächst schwache Leistungen, jedoch verbesserte er sich im Laufe der Saison etwas. In der Saison startete er jedes Spiel und spielte in 97 % aller offensiven Snaps, mit den Raiders erreichte er die Play-offs, wo sie mit 19:26 gegen die Cincinnati Bengals verloren.
Im Rahmen der finalen Kaderverkleinerung wurde Leatherwood im August 2022 nach schwachen Auftritten in der Preseason entlassen. Danach nahmen ihn die Chicago Bears über die Waiver-Liste unter Vertrag. Vor Beginn der Saison 2023 wurde er auch von den Bears entlassen. Daraufhin schloss Leatherwood sich dem Practice Squad der Cleveland Browns an. Im Mai 2024 nahmen die Los Angeles Chargers Leatherwood unter Vertrag.